# Ajla Šišič
Ajla Šišič (ur. 17 września 1989) – bośniacka lekkoatletka specjalizująca się w skoku o tyczce.

## Osiągnięcia
- reprezentantka kraju w zawodach pucharu Europy

## Rekordy życiowe
- skok o tyczce - 2,40 (2008) rekord Bośni i Hercegowiny